# Prčevac
Prčevac je nenaseljeni hrvatski jadranski otočić. Nalazi se uz sjeveroistočnu obalu otoka Kaprija. Ime je dobio po sorti grožđa.
Površina otoka je 0,072 km2, duljina obalne crte 987 m, a visina 33 metra.

## Vanjske poveznice
|  | Zajednički poslužitelj ima još gradiva o temi Prčevac |